# Gisela af Østrig
Ærkehertuginde Gisela af Østrig (Gisela Louise Marie; 12. juli 1856 - 27. juli 1932) var en østrigsk ærkehertuginde, der var andet barn af kejser Franz Joseph og kejserinde Elisabeth af Østrig-Ungarn. Hun blev gift med Prins Leopold af Bayern, en yngre søn af prinsregent Luitpold af Bayern.

## Biografi

### Tidlige liv
Gisela blev født den 12. juli 1856 på Schloss Laxenburg syd for Wien. Hun var det andet men ældste overlevende barn af kejser Franz Joseph og kejserinde Elisabeth af Østrig. Gisela blev faktisk døbt Gisella, men skrev altid sit navn med et "l". Ligesom sin ældre søster ærkehertuginde Sophie (død 1857) og bror kronprins Rudolf blev Gisela opdraget af sin farmor, prinsesse Sophie af Bayern og havde en reserveret holdning til sin mor. Hun havde derimod et meget tæt forhold til sin bror, kronprins Rudolf, hvis selvmord i 1889 ramte hende hårdt.

### Ægteskab
Gisela blev gift 20. april 1873 i Wien med prins Leopold af Bayern (1846-1930), søn af den senere prinsregent Luitpold af Bayern. Hendes far havde arrangeret ægteskabet men det var tilsyneladende lykkeligt. Parret fik fire børn:
1. Elisabeth Marie af Bayern (8. januar 1874 - 4. marts 1957), gift 1893 med Otto Ludwig Philipp von Seefried auf Buttenheim (1870-1951) og fik fem børn.
2. Auguste Maria Louise af Bayern (28. april 1875 - 25. juni 1965), gift 1893 med Joseph August af Østrig (1872-1962) og fik seks børn.
3. Georg af Bayern (2. april 1880 - 31. maj 1943), gift 1912 med Isabella af Østrig (1887-1973), skilt 1913.
4. Konrad af Bayern (22. november 1883 - 6. september 1969), gift 1921 med Bona Margherita af Savoyen-Genova (1896-1971) og fik to børn.

### Senere liv
Parret levede et relativ tilbagetrukket liv i München. Under 1. verdenskrig drev Gisela et militærhospital i byen, mens hendes mand og to sønner var ved østfronten. Hun døde 76 år gammel den 27. juli 1932 i München.